# Чесма Трговачко–занатлијског еснафа (Ужице)
Чесма Трговачко–занатлијског еснафа је задужбина Трговачко–занатлијске омладине града Ужица, уз материјалну помоћ Занатлијског удружења и разних еснафа. Подигнута је 1896. год. на Житној пијаци. Сада се налази се на Слануши .

## Историјат и изградња
Прва лицитација за изградњу чесме одржана је 15. јуна 1896, „пред кафаном Милана Грбића“, која је била неуспешна због неиспуњавања услова изградње. Друга лицитација одржана је исте године 17. јуна. Најповољнију понуду од 547.50 тадашњих динара понудио је каменорезац Димитрије Ч. Аврамовић – Чикириз и победио у надметању са Спасојем Крстовићем. Породица Аврамовић је у Србији била позната и по израдњи звона.
Према уговору чесма је требало да буде готова до 17. августа 1896. године. Због финансијских и других потешкоћа рок за изградњу није испоштован па је завршена са закашњењем од месец и више дана 7. октобра 1896. Комисија је записнички примила „ново-озидану чесму на Новој пијаци“ тек 24. октобра 1896. Комисију су сачињавали: Владе Т. Селаковић, Велимир Јанковић, Стеван Д. Рајевац и Чеда Гагић, инжењер. После тога је пуштена у рад. Чесма је рађена под стручном присмотром тадашњег инжењера Чедомиља Чеда Гагића..
Изграђена је од белог камена, четвртастог облика.
Чесма је после II светског рата била узидана у бетонску говорницу, високо уздигнуту на Тргу ослобођења, како је тада названа некадашња Житна пијаца. Када је 1961. на том месту изграђен Трг партизана, премештена је код Малог парка. На садашњу локацију, у аутентичном изгледу чесма Трговачко–занатлијске омладине постављена је 1984.

## Изглед споменика
На предњој страни је исклесана лавља глава из чије чељусти истиче вода. Изнад лавље главе налази се натпис. У основи горњег дела чесме при дну је уклесано име градитеља..

### Натпис на чесми
Ову чесму подиже својој општини
трговачко занатл. омладина
града
Ужица
Уз материјалну припомоћ
Занатлијског Удружења
и еснафа:
трговачко-бакалског
абаџијско-терзијског
мешовитог
ковачког
обућарског
и столарског
1896
год.
год.
На дну у залеђини чесме налази се:
индустрија
Димитрија Ч. Аврамовића